# سیم‌پارک
سیم‌پارک(به انگلیسی: SimPark) یک شبیه‌سازی از شهربازی و مرکز تفریحی می‌باشد.
در این بازی شما با سرمایه‌ای که در اختیار می‌گیرید، می‌تواند به خرید لوازم بازی مختلف (مثل چرخ و فلک، ماشین سواری و…) بپردازید، برای پارک خود مغازهایی برای فروش مواد غذایی و اسباب بازی درست کنید و در نهایت افردی را استخدام کنید که پارک را تمیز کنند و مواظب بچه‌ها باشند.
بچه‌ها به تدریج به پارک شما وارد می‌شوند و به بازی مشغول می‌گردند (و البته برای آنها پول هم پرداخت می‌کنند) و به این ترتیب شما می‌تواند مرتب پارک خود را ارتقاء دهید.
بازیکنان اغلب ایمیل‌های درون بازی دریافت می‌کنند، مثلاً رئیس‌شان به آن‌ها می‌گوید پارک را متنوع‌تر کنید، یا مادر مجازی‌شان دربارهٔ زندگی در خانه می‌گوید (مثلاً: «برایت کیک پختم…» و غیره. قورباغه حیوان خانگی رئیس، ریزو روی صفحه ظاهر می‌شود تا به بازیکن توصیه کند یا در مورد نحوه برخورد آنها با چیزها نق بزند.
گزینه استفاده از ویژگی میکروفون به شما این امکان را می‌دهد که روی پارک‌بازان کلیک کنید و به حرف‌های آنها گوش دهید. برخی از جمله‌های به یاد ماندنی‌تر عبارتند از: "جوراب‌های من جور نمی‌شوند"، "امروز صبح دندان‌هایم را مسواک نزدم،" "ادی! اوه ادی! کجایی؟" و کتاب مورد علاقه من باد در بید است.
حدود چهار دقیقه زمان واقعی طول می‌کشد تا یک سال از زمان در بازی سپری شود. بازی فصل‌ها را با تغییر رنگ برگ‌ها نشان می‌دهد.
این باز توسط شرکت الکترونیک آرتز منتشر شده و جذابیتهای فراوانی دارد. نمونه مشابه این بازی مشابه بازی ترن هوایی می‌باشد.